# Émilien Devic
Émilien Devic (Romainville, 16 novembre 1888 – 21 agosto 1944) è stato un calciatore francese, di ruolo centrocampista.

## Carriera

### Club
Gioca per CA Paris, Red Star, CASG Paris e RC de France.

### Nazionale
Esordisce il 9 aprile 1911 contro l'Italia (2-2). Segna una rete alla Svizzera (2-2) e una rete il 20 febbraio del 1921 contro l'Italia (1-2).

## Palmarès

### Club

#### Competizioni nazionali
- Coppa di Francia: 1

CASG Parigi: 1918-1919
- Trophée de France: 1

CA Paris: 1911